# Dihammaphora nitidicollis
Dihammaphora nitidicollis là một loài bọ cánh cứng trong họ Cerambycidae.